# 山角豪
山角 豪（やまかど つよし、1978年8月23日-）は、日本の実業家。兵庫県出身。株式会社アトム代表取締役社長兼カッパ・クリエイト株式会社代表取締役社長。

## 経歴
2000年、倉敷芸術科学大学教養学部中退。
2000年5月に株式会社すかいらーく（現：株式会社すかいらーくホールディングス）入社。2015年6月に同社の店舗開発政策グループディレクターとなる。
2017年5月、ニラックス株式会社取締役に就任。2018年1月、株式会社ダイナミクスに入社し、CSO（経営企画室長）を務める。
2018年6月、株式会社シュゼットに入社し、外販営業部長兼カサネオ営業部長を務める。
2020年5月、株式会社アトムの顧問に就任し、2020年6月より2023年6月まで代表取締役社長。
2022年6月、カッパ・クリエイト株式会社取締役就任後、2022年10月より同社の代表取締役社長(現任)。